# Peniagone azorica
Peniagone azorica is een zeekomkommer uit de familie Elpidiidae.
De wetenschappelijke naam van de soort werd in 1892 gepubliceerd door Emil von Marenzeller.